# Abeskræk-familien
Abeskræk-familien (Araucariaceae) er en meget gammel familie inden for Nåletræerne. Familien havde sin største udbredelse i Jura- og Kridttiden. Ved Kridttidens afslutning, hvor dinosaurerne uddøde, forsvandt Abeskræk-familien fra den nordlige halvkugle.
De 3 slægter har i alt ca. 40 arter. Det højeste antal forskellig arter (18) findes på Ny Caledonien, men familien er også udbredt i Sydamerika, New Zealand, Australien, Malaysia og ø-havet øst for Malaysia og nord for Australien. I sidstnævnte område strækker slægten Agathis sig nordpå til 18°N på Filippinerne.
| Slægter |

- Abeskræk-slægten (Araucaria)
- Wollemia
- Agathis

Alle er stedsegrønne træer der typisk har en enkelt kraftig stamme og en meget regulær grenstruktur. Dette gør at flere er værdsatte prydtræer, dog kan kun Abetræ og til dels Wollemia nobilis trives udendørs i Danmark. Et par af arterne er også vigtige tømmer-træer i subtropiske områder, da tømmeret er af god kvalitet. Nogle af arterne har spiselige frø (ligesom pinjekerner), og nogle arters harpiks udnyttes.
I skovene hvor de forekommer er de som regel de største og dominerende træer – en rækker arter kan blive 50-65 m høje og enkelte rapporteres at kunne blive helt op til 90 m på Ny Guinea.
De forstenede træstammer i den berømte Forstenede Skov i Arizona er fossile arter fra Abeskræk-familien. Arizona var mild og fugtig i Jura-tiden. Der kan ofte konstateres en påfaldende lighed mellem uddøde og nulevende arter i Abeskræk-familien, en lighed der nok er mest berømt i tilfældet Wollemia nobilis (Se billedet).